# Gunter Malle
Gunter Malle (Karlsruhe, 13 de maio de 1960) é um matemático alemão, que trabalha com teoria dos grupos, teoria de representação de grupos finitos e teoria dos números.
Malle obteve um doutorado em 1986 na Universidade de Karlsruhe, orientado por Heinrich Matzat, com a tese Exzeptionelle Gruppen vom Lie-Typ als Galoisgruppen. Habilitou-se em 1991 na Universidade de Heidelberg e foi a partir de 1998 professor na Universidade de Kassel. É professor da Universidade de Kaiserslautern.

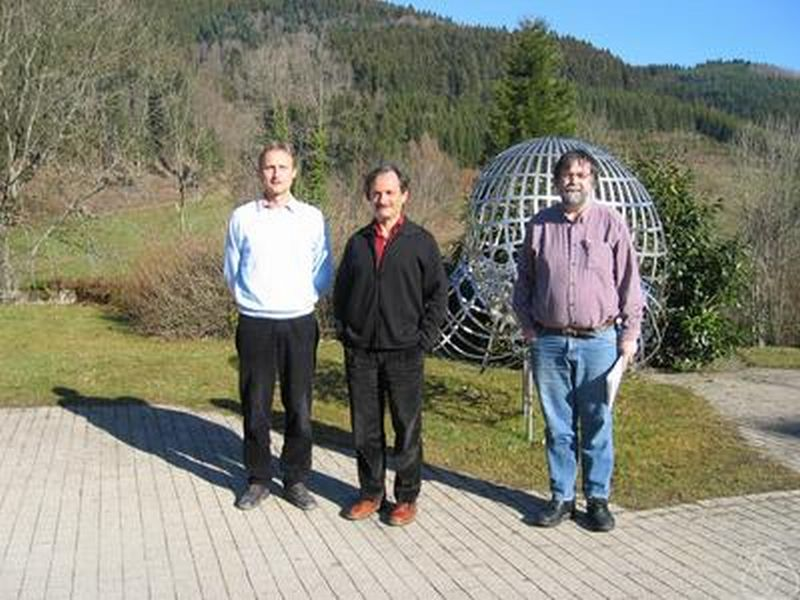
Malle (esquerda), Michel Broué e Jean Michel, Instituto de Pesquisas Matemáticas de Oberwolfach 2004

Foi palestrante convidado do Congresso Internacional de Matemáticos em Berlim (1998: Spetses). 

## Obras
- com Britta Späth "Characters of odd degree", Annals of Math. 184 (2016)
- com Caroline Lassueur, Elisabeth Schulte "Simple endotrivial modules for quasi-simple groups" J. reine angew. Math. 712 (2016)
- com Radha Kessar "Quasi-isolated blocks and Brauer’s height zero conjecture", Annals of Math. 178 (2013)
- com Robert Guralnick "Products of conjugacy classes and fixed point spaces", J. Amer. Math. Soc. 25 (2012)
- com Donna Testerman Linear algebraic groups and Finite Groups of Lie Type, Cambridge University Press 2011
- com Marty Isaacs, Gabriel Navarro "A reduction theorem for the McKay conjecture", Invent. Math. 170 (2007)
- com Jürgen Klüners "Counting nilpotent Galois extensions", J. reine angew. Math. 572 (2004)
- com Heinrich Matzat Inverse Galoistheorie, Springer Verlag 1999
- com Michel Broué, Raphaël Rouquier "Complex reflection groups, braid groups, Hecke algebras", J. reine angew. Math. 500 (1998)
- com Michel Broué, Jean Michel Représentations unipotentes génériques et blocs des groupes réductifs finis, Société Mathématique de France, 1993 (com apêndice por George Lusztig)
- "Exceptional groups of Lie type as Galois groups", J. reine angew. Math. 392 (1988)